# Иван Титович

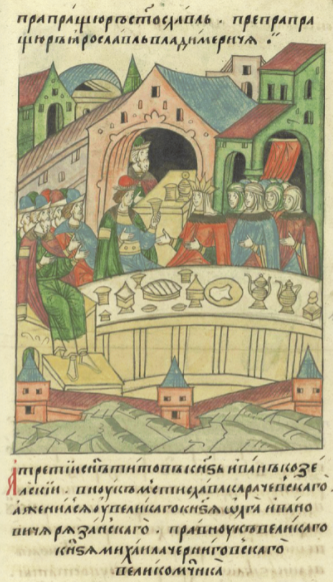
Женитьба князя

Иван Титович (ум. после 1371) — удельный князь козельский, согласно родословным сын Тита Мстиславича козельского, что сомнительно по хронологическим причинам.
Иван Козельский в 1371 году должен был признать себя вассалом Литвы, но бежал в Москву. Им мог быть сын Тита Фёдоровича или его брат Иван Фёдорович Шонур, о детях которого на московской службе известно с того же года.
В состав владений князя Ивана Титовича и его сыновей входили города Козельск, Елец, а также Перемышль.

## Семья
Иван Титович был женат на княжне Аграфене (Марии) Ольговне, дочери великого князя рязанского Олега Ивановича. Согласно "татищевским известиям" вступил в брак в 1377 году последним из трех сыновей Тита Козельского. Дети:
- Юрий (ум. после 1408) — получил в удел Елец, затем наследовал Козельск, в 1408 г. был московским воеводой в Ржеве. По другой версии в Ельце правил сын Ивана Семёновича Новосильского от брака с неизвестной по имени дочерью Ольгерда Гедыминовича.
- Роман[3] — удельный князь козельский и перемышльский, жил в конце XIV—нач.XV в., служил литовским князьям[4]. Его потомки считаются удельными князьями Перемышльскими и предками Горчаковых.
- Федор Иванович Елецкий (XIV-XV вв)[5]  — упоминается, вероятно ошибочно, в "Сказании о Мамаевом побоище" как один из воевод князя Владимира Андреевича, на самом деле в год Куликовской битвы мог только родиться; также упомянут в родословных Елецких князей как основатель династии; точное начало и окончание правления в Ельце нигде не упоминается. Елецкими краеведами с XIX без оснований связывается с нашествием Тамерлана.
- дочь
- Василий?[6]